# Incendios en la mezquita-catedral de Córdoba
Los incendios en la mezquita-catedral de Córdoba son tres siniestros documentados que han afectado, en diferentes momentos de su historia, a este monumento declarado Patrimonio de la Humanidad en 1984. El primero se produjo en 1910, afectando al cimborrio del crucero; el segundo, en 2001, dañó parte del archivo histórico; y el tercero, en 2025, alcanzó tres capillas de la ampliación de Almanzor y provocó el colapso de la cubierta de una de ellas.

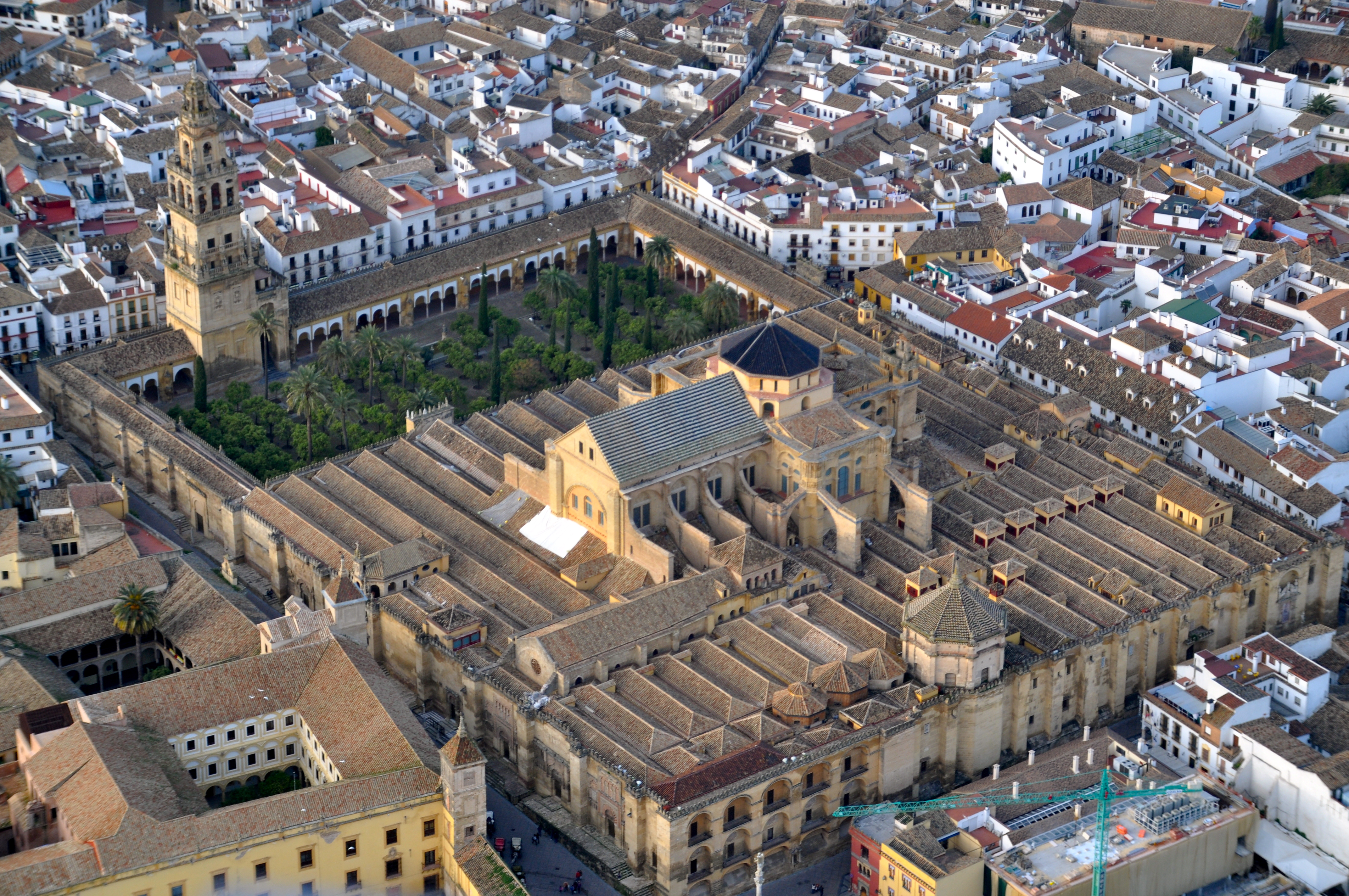
Vista aérea de la Mezquita-Catedral de Córdoba.

## Incendio de 1910
El primer incendio documentado en la Mezquita-Catedral tuvo lugar el 29 de mayo de 1910, cuando una descarga eléctrica impactó sobre el cimborrio del crucero del templo. No se dispone de información detallada respecto a los daños estructurales o artísticos causados, lo que sugiere que estos fueron de alcance limitado.

## Incendio de 2001
El segundo incendio documentado en la Mezquita-Catedral tuvo lugar el 5 de julio de 2001, cuando un fuego afectó a las dependencias del archivo histórico situadas en la zona sur del monumento, próxima al río Guadalquivir y al mihrab, dentro de la ampliación de Alhaken II realizada en torno al año 966.
El incendio comenzó hacia las 13:20 horas en una de las salas del archivo, donde se almacenaban documentos a partir del siglo XIII. Las llamas destruyeron aproximadamente 25 legajos de los más de 5.000 conservados, todos ellos del siglo XIX y relacionados con cuentas y correspondencia de la Iglesia, de escaso valor histórico. La parte más valiosa, que incluía manuscritos y la biblioteca, no se vio afectada.
Las causas no llegaron a esclarecerse por completo. Se barajaron hipótesis como el reflejo del sol sobre documentos apilados cerca de una ventana o la impregnación de los legajos con algún líquido inflamable procedente de la sala de encuadernación anexa. La posibilidad de un cortocircuito fue descartada tras comprobar el correcto funcionamiento de la instalación eléctrica.
La rápida intervención de ocho bomberos del Servicio de Extinción de Incendios del Ayuntamiento de Córdoba evitó daños mayores, gracias en parte a que los documentos se guardaban en armarios metálicos cerrados, lo que impidió la propagación del fuego. No se produjeron daños estructurales en el edificio. La noticia provocó gran alarma en la ciudad, llevando incluso a la alcaldesa, Rosa Aguilar, a abandonar un pleno municipal para acudir al lugar del siniestro.

## Incendio de 2025
El tercer incendio, ocurrido el 8 de agosto de 2025, se declaró sobre las 21:15 horas en la capilla número 37, utilizada como almacén de útiles de limpieza y barredoras eléctricas, dentro de la ampliación llevada a cabo por Almanzor (976-1002). Las primeras hipótesis apuntaron a un fallo eléctrico en una barredora mecánica como posible origen.

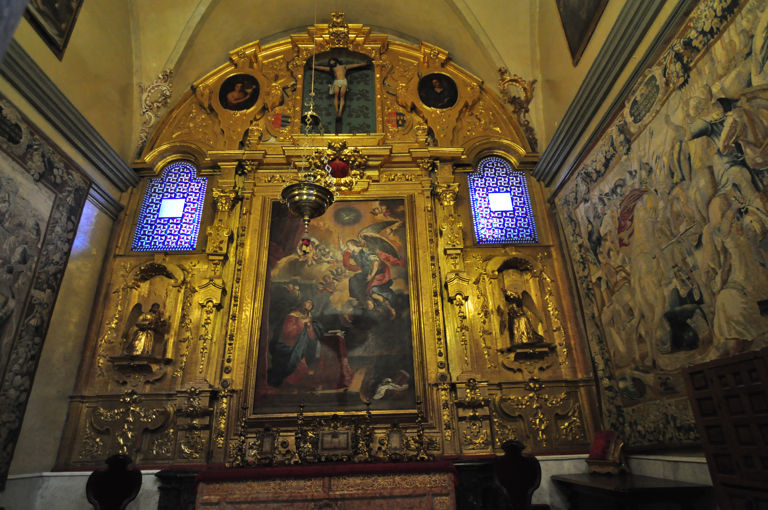
La Capilla de la Expectación, fotografiada en 2015, cuyo techo se derrumbó por el incendio de 2025.

El fuego afectó a cuatro capillas: la 37 (usada como almacén), la capilla de la Expectación (donde colapsó la cubierta), la capilla del Espíritu Santo (de cuya techumbre comenzó a salir humo tras extinguir el fuego, sobre la 1:00, aunque rápidamente se refrescó la zona) y la capilla de San Nicolás de Bari, estas dos últimas de mayor valor patrimonial, que sufrieron daños menores por humo y calor. En total, la superficie afectada rondó los 50 m² de un total de aproximadamente 13.000 m² del conjunto monumental.
La rápida intervención de hasta 35 bomberos permitió perimetrar el incendio en menos de dos horas y evitar su propagación a otras zonas con estructuras de madera. El operativo se benefició de los simulacros periódicos realizados en el monumento. La actuación fue elogiada por autoridades locales, nacionales e internacionales, incluida la directora general de la UNESCO, Audrey Azoulay, quien ofreció la colaboración del organismo para la preservación y rehabilitación del monumento.
Tras el incendio, el Ministerio de Cultura activó el Plan Nacional de Gestión del Riesgo y Emergencias en Patrimonio Cultural, y se anunció la instalación, en otoño de 2025, de un sistema de extinción por agua nebulizada similar al empleado en la catedral de Notre Dame de París.
La zona afectada permaneció cerrada al público mientras se evaluaban los daños y se planificaban las tareas de restauración, que incluyen la retirada de bienes muebles dañados y la consolidación de elementos arquitectónicos.